# Sing 2
Sing 2 (originaltitel: Sing 2) är en amerikansk animerad musikalfilm från 2021, producerad av Illumination, som stod bakom Dumma mej, Minioner och Husdjurens hemliga liv, och distribuerad av Universal Pictures. Den är en uppföljare till filmen Sing från 2016. Precis som föregångaren så är Sing 2 en jukeboxmusikal och innehåller därmed för det mesta gamla klassiska låtar, men den innehåller även en originallåt skriven och framförd av U2. Alla skådespelarna från den första filmen förutom bl.a. Seth MacFarlane och John C. Reilly repriserar sina roller.

## Handling
En tid efter händelserna i den första filmen har koalabjörnen Buster Moon gjort sin återuppbyggda teater till en lokal hit. Men nu samlar han återigen ihop det gamla gänget bestående av grisarna Rosita och Günther, piggsvinet Ash, bergsgorillan Johnny och elefanten Mina för ett större mål i livet: att sätta upp en ny stor show på nöjesmagnaten och vargen Jimmy Crystals teater i glamorösa Redshore City. 
Men när den mycket krävande och hänsynslöse Jimmy Crystal vägrar sätta upp Busters show kommer grisen Günther med en nödlösning som Crystal nappar på: en science fiction-musikal med rocklegenden och lejonet Clay Calloway. Buster lovar att Clay Calloway kommer att vara med i showen, men det finns tre enorma problem: Buster och Calloway har aldrig träffats, Calloway har aldrig ens hört talas om Buster Moon och ingen har ens sett skymten av Calloway på över 15 år sedan hans fru dog.
Buster ger showens huvudroll till Rosita, men i showen ska hon sväva i luften och under första repetitionen blir hon höjdrädd. Jimmy Crystal kräver att Buster ersätter Rosita med hans dotter Porsha. Porsha har visserligen en sångfågels sångröst men hon visar sig genast vara helt obegåvad som skådespelare.
Johnny får en roll där han ska framföra ett dansnummer och han får träna på koreografin hos dansläraren och näsapan Klaus Kickenklober. Klaus är så taskig och grym mot Johnny att han börjar tappa självförtroendet. Men Johnny hittar en bra ny danslärare: gatudansaren och lodjuret Nooshy.
Mina får en roll där hon ska framföra en kärleksduett tillsammans med jaken Darius. Men Mina blir jättenervös eftersom hon ska kyssa Darius i showen och det blir inte bättre när hon träffar och blir kär i den glassförsäljande elefanten Alfonso.
Trots att mötet med Clay Calloway gör att Ash får chansen att träffa sin stora idol så känner Ash på sig att det kommer bli problem om de försöker övertala Calloway att vara med i Busters show. Ash vet framför allt till hundra procent att det inte kommer bli det minsta lätt att övertala Calloway.

## Rollista
| Figur              | Engelsk röst              | Svensk röst              |
| ------------------ | ------------------------- | ------------------------ |
| Buster Moon        | Matthew McConaughey       | Morgan Alling            |
| Rosita             | Reese Witherspoon         | Hanna Hedlund            |
| Ash                | Scarlett Johansson        | Mimmi Sandén             |
| Johnny             | Taron Egerton             | Ulrik Munther            |
| Jimmy Crystal      | Bobby Cannavale           | Björn Bengtsson          |
| Mina               | Tori Kelly                | Jasmine Heikura          |
| Günther            | Nick Kroll                | Andreas Rothlin Svensson |
| Alfonso            | Pharrell Williams         | John Lundvik             |
| Porsha Crystal     | Halsey                    | Klara Hammarström        |
| Suki Lane          | Chelsea Peretti           | Sarah Dawn Finer         |
| Nooshy             | Letitia Wright            | Arantxa Alvarez          |
| Darius             | Eric André                | Felipe Leiva Wenger      |
| Klaus Kickenklober | Adam Buxton               | Tony Irving              |
| Fröken Crawly      | Garth Jennings            | Annica Smedius           |
| Storpappa          | Peter Serafinowicz        | Magnus Roosmann          |
| Nanna Nudelman     | Jennifer Saunders         | EwaMaria Björkström      |
| Norman             | Nick Offerman             | Leif Andrée              |
| Clay Calloway      | Bono                      | Tommy Körberg            |
| Jerry              | Spike Jonze (okrediterad) | David Sundin             |
| Linda Le Bon       | Julia Davis               | Tilde de Paula Eby       |